# الكسندر اوتسوكا
الكسندر اوتسوكا (باليابانية: アレクサンダー大塚؛ بالكانا: おおつか たかし) هو فنان قتال مختلط ياباني، ولد في 17 يوليو 1971 في توكوشيما في اليابان.

## وصلات خارجية
- الكسندر اوتسوكا على موقع شيردوغ (الإنجليزية)
- الكسندر اوتسوكا على موقع Tapology.com (الإنجليزية)
- الكسندر اوتسوكا على موقع CageMatch worker (الإنجليزية)
- الكسندر اوتسوكا على موقع قاعدة بيانات المصارعة على الإنترنت (الإنجليزية)
- الكسندر اوتسوكا على موقع IMDb (الإنجليزية)